# Danh sách đô thị Quần đảo Marshall
Dưới đây là danh sách các đô thị tại Quần đảo Marshall. Ngoại trừ Ebeye, tất cả các khu vực đô thị của Quần đảo Marshall nằm trên đảo san hô Majuro. Tổng dân số đô thị tại Quần đảo Marshall chiếm khoảng 10.000 người.
- Ajeltake
- Delap-Uliga-Djarrit
- Ebeye
- Laura
- Rairok